# EZ Today'Sウォッチ
EZ Today'Sウォッチ（イージートゥデイズウォッチ）とは、auブランドを展開するKDDIと沖縄セルラー電話の携帯電話のサービスであるEZチャンネル、EZチャンネルプラスで配信されていた無料番組。2007年12月をもってリニューアルという形で事実上の番組終了。新たに、電子書籍を紹介する番組『au one ブック チャンネル』としてスタートされた。

## 主なコーナー

### 現在のコーナー

#### 月～金曜日
- 噂watch!（第1･3月曜日）
- フォトwatch!（第1･3火曜日）
- 新常識!世の中watch!（第2･4月･火曜日）
- 磯山さやかの常識ポケット（毎週水曜日）
- ミニッツストーリー（毎週木曜日）

#### 土曜日
- お願い!磯山先生
- 磯山チャレンジ道場

#### 日曜日
- Music Sunday
  - 着うた♪レコメン3
  - アーティストインタビュー
  - Music On au

#### 毎日
- dailyポジティブ名言録

##### EZToday'Sウォッチプラス
- 天気（ウェザーニュース）
- ニュース（日テレNEWS24）

### 過去のコーナー

#### 月～金曜日
- Today'Sウォッチ　ウィークリーゲスト
- ビジネスサプリ
  - EZ事記検定（月曜日）
  - SAVE THE MONEY（火曜日）
  - ニホンジン2.0（水曜日）
  - 世界征服イングリッシュ（木曜日）
  - ブレインビタミン（金曜日）
- EZ ヒットチャート（月曜日）
- EZ ヒットチャート　デジコン（木曜日）
- 本日のゲキヤス商品（金曜日）
- 月刊宮川大輔とザ･ちゃらんぽらん（木曜日）
- 有野としょこたんのケータイゲーム部（木曜日）
- トレンド MONDAY（月曜日）
- エンタメ TUESDAY（火曜日）
- ミュージック WEDNESDAY（水曜日）
- ゲーム THURSDAY（木曜日）
- ゲキヤス FRIDAY（金曜日）
- RANKING MONDAY（月曜日）
- CHECK'IN TUESDAY（火曜日）
- SHOPPING THUSDAY（木曜日）
- GAME FRIDAY（金曜日）

#### 土曜日
- ウィークエンドプレジャー

## 出演者

### 現在のMC
- メインMC・磯山さやか
- サブMC・岡田茉奈

### 過去のMC
- 本田朋子
- 相内優香
- さくら

### ゲスト
- 水野キングダム（毎月第3に登場）
- ヒロシ（2007.4.30~5.4）
- 川村ゆきえ（2007.5.7~11）
- 里田まい（2007.5.21~25）
- 城咲仁（2007.5.28~6.1）
- ネゴシックス&若井おさむ（2007.6.4~8）
- マリエ（2007.6.11~15）
- インリン・オブ・ジョイトイ（2007.6.25~29）
- 和希沙也（2007.7.2~13）
- 小松彩夏（2007.9.10～21）

など。